# Síntesis de pirazoles de Pechmann
La síntesis de pirazol de Pechmann es un método clásico desarrollado por H. Pechmann en 1898, en el que se sintetiza pirazol a partir de la cicloadición dipolar de acetileno y diazometano.
La preparación de derivados de pirazol con la participación de una cicloadición 1,3-dipolar entre diazometano (o sal de diazonio en algunos casos) y una molécula con enlaces dobles o triples carbono-carbono con posterior oxidación (si son dobles ligaduras) de la pirazolina se conoce generalmente como síntesis de pirazoles de Pechmann. El estudio revela que carbonilo, éster o un grupo ciano que se conjuga con un doble enlace olefínico, facilita la formación de pirazolina, mientras que un grupo fenilo disminuye la reactividad. La oxidación, (por ejemplo, con bromo), produjo derivados de pirazol, a pesar de que la deshidrogenación a veces se produce sin la presencia de un oxidante.
El uso de acetiluros de estaño permite obtener derivados de estaño del heterociclo, para su uso en posteriores desplazamientos electrofílicos in situ, o en acoplamientos en presencia de un catalizador de paladio(0).